# Mbutu (Nzega)
Mbutu ist ein Verwaltungsbezirk (englisch Ward) des Distrikts Nzega (DC) in der tansanischen Region Tabora.

## Geografie
Mbutu ist ein ländlicher Bezirk im westlichen Teil des zentralen Hochlands von Tansania, etwa 50 Kilometer Luftlinie südwestlich der Distrikthauptstadt Nzega. Bei der Volkszählung 2022 lebten 22.127 Menschen in 3433 Haushalten auf einer Fläche von 236 Quadratkilometern.
Der Bezirk grenzt an fünf Bezirke des Distrikts Nzega (DC):
| Semembela |                                             | Mogwa    |
|           | Kompassrose, die auf Nachbargemeinden zeigt | Isagenhe |
| Mambali   |                                             | Ugembe   |

## Gliederung
Der Bezirk besteht aus sechs Gemeinden (swahili Mtaa) mit 21 Orten (Kitongoji):
| Mbutu - Mbutu Kati - Nasa - Itula - Isanja | Mwino - Busaku - Mwino Mashariki - Mwino Magharibi | Nkindu - Ibota - Nkindu - Nhelema | Shilago - Shilago - Bukambwa - Igalu - Kasomela | Kadoke - Kadoke - Kindagili - Idubanilo - Dumali | Lugululwanzungu - Lugululwanzungu - Mbadiko - Maseki |

## Wirtschaft und Infrastruktur
- Bildung: Die Mbutu Secondary School ist eine staatliche weiterführende Schule. Sie bildet Tages- und Internatsschüler bis zur 4. Stufe aus.[8]
- Gesundheit: In den Gemeinden Mbutu und Nkindu liegt je eine staatliche Apotheke.[9][10]